# Antarcticodomus fallai
Antarcticodomus fallai là một loài bọ cánh cứng trong họ Salpingidae. Loài này được Brookes miêu tả khoa học năm 1951.